# Lettre sur la prise de Corbie
La Lettre à Monsieur, après que la ville de Corbie eut été reprise sur les Espagnols par l'armée du roy est l’œuvre de Vincent Voiture, poète français du XVIIe siècle. Elle est écrite à l’occasion de la reprise en 1636 de la ville picarde par les armées du roi de France Louis XIII. 

## Contexte historique
Corbie était occupée par l'armée d'Espagne depuis le 15 juillet 1636 dans le contexte de la guerre franco-espagnole. Le conflit éclata à l'occasion de l'intervention de la France dans la Guerre de Trente Ans (1618-1648). Le royaume n'y participe ouvertement que depuis 1635 après sa déclaration de guerre à la Maison de Habsbourg dont la branche aînée dirigeait l'Espagne et son empire colonial ainsi que les Pays-Bas, la branche cadette régnait sur l'Autriche, la Hongrie, la Bohême et le Saint-Empire romain germanique. 
La chute de la ville un an seulement après l'entrée en guerre provoque une panique générale dans Paris, on aperçoit déjà des soldats espagnols depuis Montmartre. Le cardinal Richelieu, qui a poussé le royaume à combattre contre des semblables catholiques, semble lui-même désespérer. Mais le roi Louis XIII garde son sang-froid et se met à la tête d'une armée d'environ 50 000 hommes début septembre. Il raisonne également le cardinal de Luçon à l'aide du père Joseph qui finit par l'accompagner[réf. incomplète]. Le 6 octobre, le siège est mis devant Corbie qui tombe le 14 novembre grâce à la participation active du cardinal. 

Les territoires des Habsbourgs.
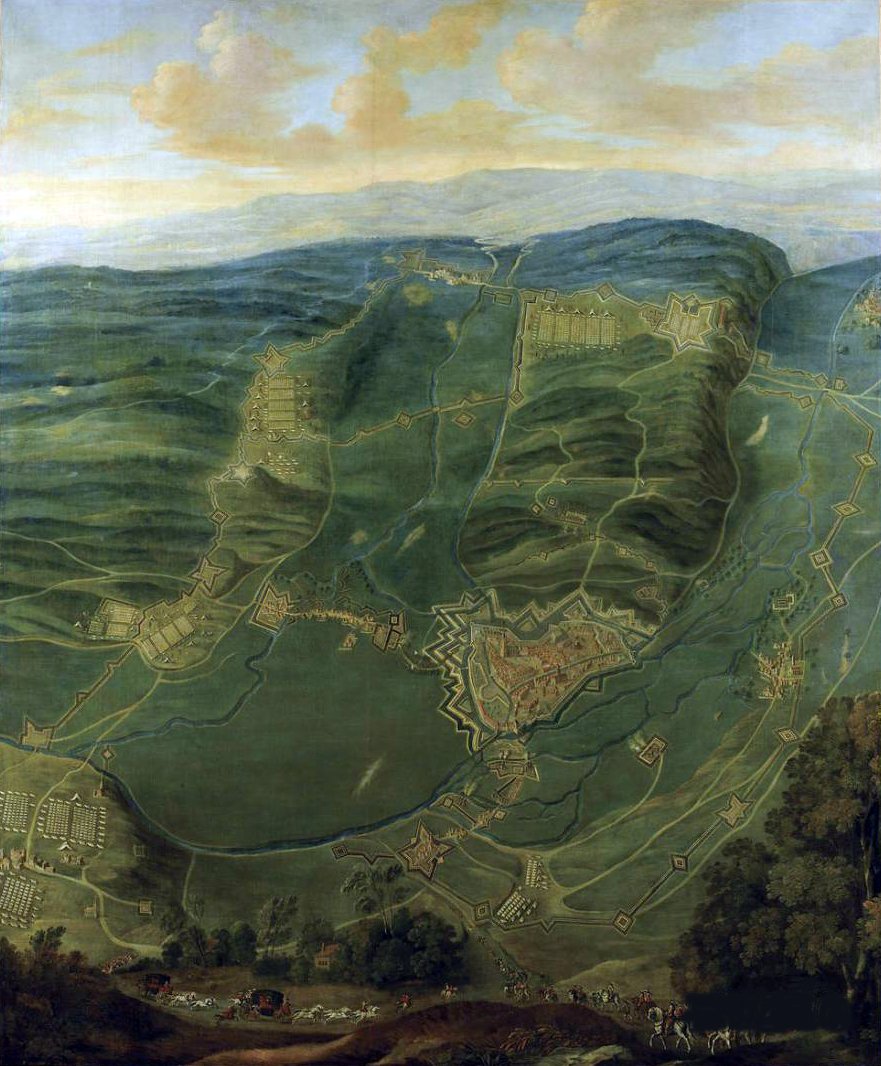
Anonyme, La Reprise de Corbie.

## L'auteur

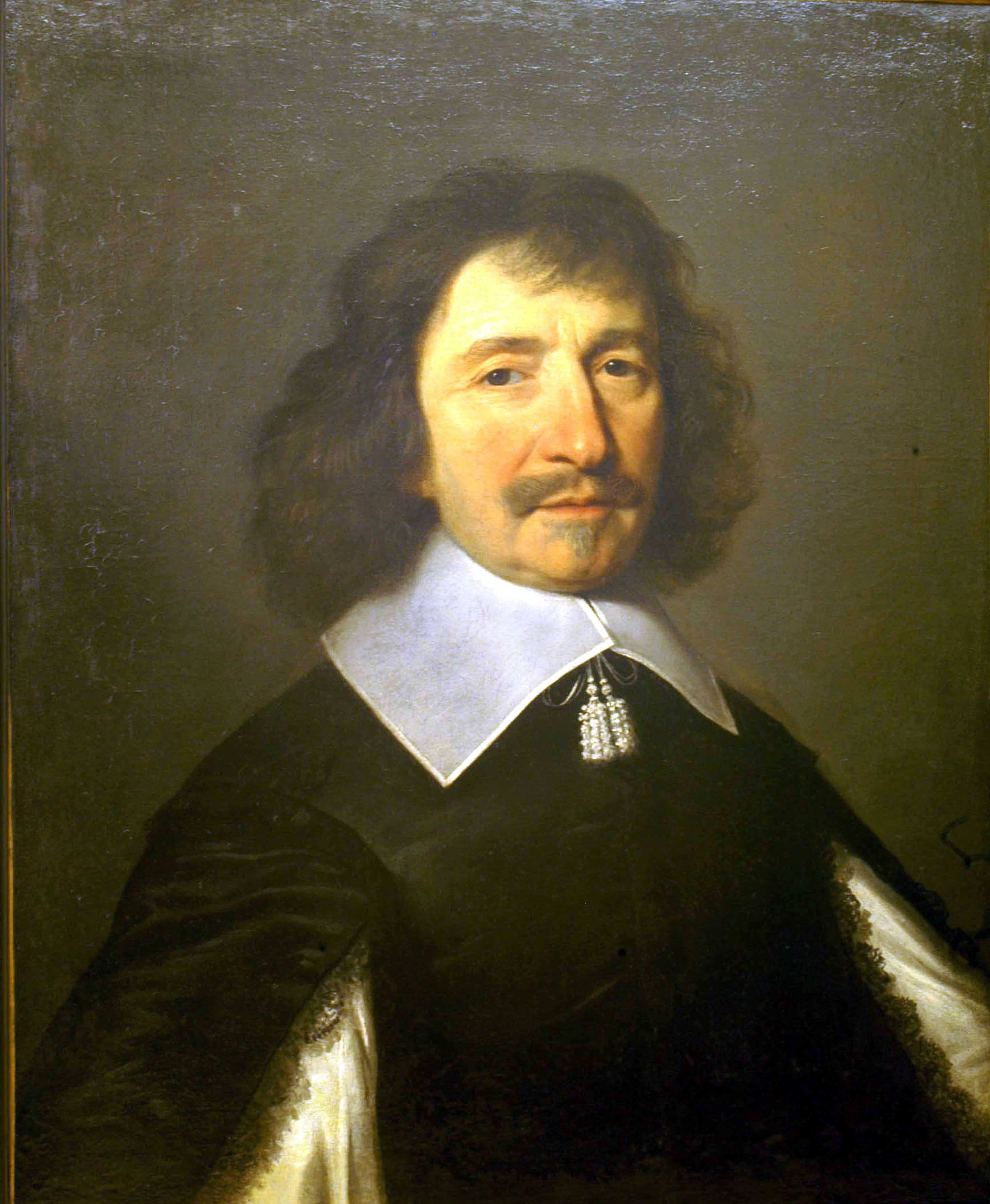
Vincent Voiture par Philippe de Champaigne.

Vincent Voiture (1597-1648) est le fils d'un marchand de vin d'Amiens, membre de la petite bourgeoisie provinciale. Il fait ses études littéraires à Paris et entre au service de Gaston d'Orléans, le frère du roi, grâce à un poème dédié à sa personne[réf. incomplète]. Il enseigne le beau langage et les belles manières aux habités de la maison de Monsieur le frère du roi dont il est le contrôleur général. Soumis à son maitre, il doit s'exiler avec lui dans d'autres pays quand ce dernier entre en conflit avec son frère Louis XIII[réf. incomplète]. Il garde tout de même un lien avec la haute société française grâce à l’envoi de lettres ouvertes. Ces dernières sont lues à voix haute dans les salons nobles, façonnant sa renommée.
Après le début de la guerre en 1635, Gaston se réconcilie tout de même avec le roi, gardant sa haine pour Richelieu qu'il considère comme dangereux pour le royaume. Cette réconciliation est scellée par la participation de Monsieur au siège de Corbie en tant que généralissime des armées de Picardie. Cet événement marque le retour de Voiture dans la société française, la vie de poète n'étant pas adaptée aux conflits princiers. Il ne veut plus quitter la haute société française, cherchant à passer au service d'un homme plus puissant lui assurant stabilité et richesse, celui de Richelieu.

## Caractéristiques et résumé de l'œuvre
Le destinataire est « Monsieur », appellation réservée au frère du roi de France alors Gaston d'Orléans, son maitre. Mais elle est en réalité ouverte, c'est-à-dire publique, et indirectement destinée au cardinal de Richelieu qui avait réussi à imposer sa ligne politique au royaume dans les années 1630[réf. incomplète]. L'objectif de Vincent Voiture est de passer au service de ce dernier pour servir ses propres intérêts. 

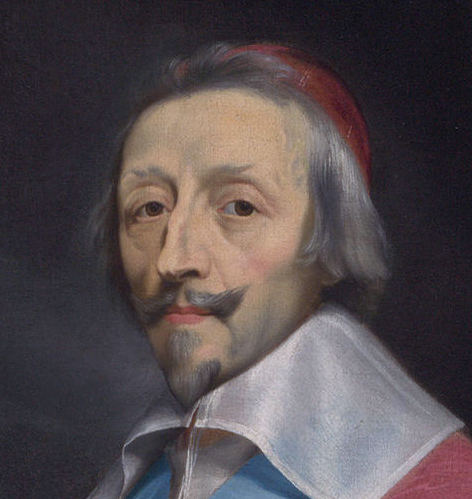
Richelieu, par Philippe de Champaigne.

La lettre se divise en plusieurs axes, d'abord l'auteur fait l'éloge du cardinal en lui accordant les victoires passées comme à venir, telle la prise de La Rochelle. Il cherche ensuite à minimiser les conséquences de la guerre en cours, qui ruine et ravage pourtant le pays. Pour terminer, il essaye de convaincre la noblesse française dont fait partie Gaston de rejoindre le cardinal malgré la grande hostilité à son égard. 
Voiture cherche à convaincre son maitre, mais il veut avant tout appeler Richelieu à le prendre à son service. De son côté, ce dernier est fortement critiqué pour son action politique qu’il dirige contre d’autres catholiques. Il a besoin de s’entourer d’hommes de lettres pour mettre en avant ses idées[réf. incomplète]. Voiture est fils de marchand de vin. Il n’est donc pas noble, ce qu'on lui rappellera toute la vie malgré un certain prestige. Cette condition le pousse à chercher toujours plus de considération et de revenus. Richelieu est le personnage idéal pour lui donner satisfaction et pour le mettre à l'abri des conflits entre princes à venir[réf. incomplète].
Voiture réussit son pari, il passe sous la protection du cardinal et participe même à sa politique. Il devient maitre d’hôtel du roi. En plus de la pension accordée par la reine-mère Marie de Médicis, ses revenus finissent par atteindre 18 000 livres annuels, une véritable fortune[réf. souhaitée].